# Butylhydroxytoluen
Butylhydroxytoluen (BHT) je syntetická sloučenina používaná jako antioxidant, konzervační činidlo, stabilizátor nebo dochucovadlo. V případě použití jako potravinářské aditivum se pro něj používá kód E321.
Evropský úřad pro bezpečnost potravin EFSA schválil k používání jako přídatná látka v potravinách, přičemž stanovil jeho přijatelnou denní dávku na 0,25 miligramů na kilogram tělesné hmotnosti.